# Rickey Parkey
Rickey Parkey, né le 7 novembre 1956 à Morristown, Tennessee et mort le 7 avril 2024, est un boxeur américain.

## Carrière
Il devient champion du monde des lourds-légers IBF en battant Lee Roy Murphy le 25 octobre 1986 par arrêt de l'arbitre à la 10e reprise mais perd le combat de réunification des ceintures WBA & IBF face à Evander Holyfield le 15 mai 1987 (défaite par arrêt de l'arbitre au 3e round).